# Storia del taoismo
Le dottrine filosofiche, mistiche e religiose del cosiddetto "taoismo" sorgono nel periodo dei regni combattenti (453-221 a.C.) e sono inserite nelle Cento scuole di pensiero.
I catalogatori della dinastia Han (漢朝, 206 a.C.-220 d.C.) ebbero non poco imbarazzo nel tentare di organizzare una così disorganica produzione letteraria. Diversamente dai "classici" confuciani questi testi furono per loro difficilmente classificabili.
È evidente, dunque, che gli autori ritenuti fondanti il "taoismo" non si consideravano tali e l'attribuzione, spesso contraddittoria di questo o di quell'autore a questa o a quella scuola del pensiero filosofico e religioso cinese appartiene ad una scelta operata da studiosi risalenti ad un'epoca decisamente successiva ovvero al periodo della dinastia Han.
In un capitolo de le "Memorie di uno storico" a opera di Sima Tan, si descrive il panorama dottrinale presente in Cina nel periodo antecedente l'avvento della dinastia Qin (221 a.C.-206 a.C.). Tra le sei categorie viene annoverato anche il cosiddetto Daojia.
In epoca Han e nelle successive, l'interpretazione storiografica cinese affermatasi come ortodossa, rimase vincolata a questa schematizzazione operata da Sima Tan.
Studi moderni ed evidenze documentarie testimoniano quanto la situazione in epoca pre-imperiale fossero invero assai più fluida e meno rigidamente compartimentata tra scuole concorrenti e gerarchicamente strutturate al loro interno (ad eccezione dei moisti).

## Le prime dinastie: Xia, Shang, Zhou occidentale
La dinastia Xia (2070 circa a.C.-1600 a.C.) è la prima di cui si hanno fonti storiche.
Succedettero gli Shang (1600 a.C.-1046 a.C.), dinastia pacifica che furono soppiantati dalla Zhou occidentale (1045 a.C.-771 a.C.), popolazione guerriera e di bassa cultura (verso il 1000 a.C.).
Gli Zhou, per legittimare l'uscita di scena della precedente dinastia, dichiaravano di basarsi su un decreto celeste (ming). In quest'ottica il mandato celeste determinava che il re fosse stabilito in funzione del popolo, non viceversa. Da ciò l'attenzione, tipicamente cinese, per le masse popolari ed i problemi politici e sociali.
Era il passaggio da un mondo tribale (Shang) ad uno feudale (Zhou). La fortuna di una dinastia era basata sulla virtù, non più sul favore degli spiriti.

## Dinastia Zhou orientale (722-221 a.C.)
Fu un periodo di grandi incertezze con lotte per il potere tra monarchi e feudatari. Nel periodo tra il 551 ed il 479 a.C., visse Kǒngzǐ (più noto come Confucio). Nel IV secolo a.C. vissero Laozi e Zhuangzi.

### Chuci (Sciamanesimo del sud della Cina)
Alla base dello Zhuāngzǐ, potrebbero esserci una corrente che fa parte della tradizione dei Wu (ovvero sciamani) di cui ci rimangono solo i Chuci, ovvero Le elegie del regno di Chu, un insieme di poesie datate tra il III ed il II secolo a.C. Il personaggio principale non è un sovrano od un patriarca, piuttosto un sacerdote ispirato e posseduto (in senso amoroso) da una divinità.
Si trattava di sacerdoti, o per lo più sacerdotesse, incaricati di provocare la pioggia, capaci di rendersi invisibili che utilizzavano piante medicinali, incantesimi, voli estatici dell'anima in paesi lontani.
Il tema del volo estatico, importante nel taoismo, è basilare per Zhuāngzǐ,.

### Fangshi
All'epoca in cui vissero gli iniziatori del taoismo esistevano altri uomini, menzionati anche da Zhuāngzǐ, che furono di fondamentale importanza per la formazione della religione del Tao.
Essi erano i personaggi dei: fangshi (o daoshi o daoren), ovvero sacerdoti assimilati dall'antico sciamanesimo cinese (una sorta di sciamani taumaturghi), "dai poteri straordinari", o "uomini della tecniche" che praticavano esercizi ginnici e respiratori molto probabilmente all'origine delle pratiche Taoyin (forma di ginnastica dolce cinese, precursore del Taijiquan).
Le loro caratteristiche erano:
- essere legati alle tecniche, alle mani (il confuciano non le usava mai, se non per leggere e per scrivere)[8]
- l'utilizzo dell'esorcismo per scacciare demoni che creano diverse avversità[9]
- essere ricercatori solitari, marginali, eccentrici[10],
- dedicarsi molto alle tecniche della longevità[11],
- la presenza degli "immortali" o "santi" ('xian' 仙人), figure leggendarie di adepti ed imperatori che raggiunsero l'immortalità, divenendo shen, ovvero spiriti divini e assumendo una natura mistica in unione a Dio.[12] Sono questi personaggi circondati da un alone di leggenda, di cui si conosce molto poco (la letteratura e la mitologia li generalizzeranno solo più tardi), che sono all'origine delle pratiche eremitiche ed esoteriche cinesi — sia taoiste che buddhiste — spesso ai margini di tutte le dottrine, e che hanno giocato un ruolo essenziale nella formazione delle tecniche di longevità ed in generale nel taoismo.

## Dinastia Han (II secolo a.C.-II secolo d.C.)
Durante l'epoca Han (200 a.C.-200 d.C.) sono esaltate l'immortalità e la ricerca della longevità. Questi immortali (tra cui Huangdi, o Imperatore Giallo, e Lao Zi) dominano la yin e lo yang, salgono e scendono le nuvole, sono padroni del tempo e dello spazio... «non sono le loro qualità morali ad essere essenziali, gli esempi di moralità si rivelano proprie dei confuciani, ma la loro partecipazione attiva e mistica al meccanismo naturale della vita e del mondo»
La religione popolare di questo periodo ha alcune caratteristiche:
- deciso aspetto burocratico (aggiornamento dei registri di vita e morte),
- carattere esorcista,
- assoluzione dalle colpe.

Durante questo periodo ai concetti precedentemente enumerati che portarono alla nascita del taoismo nel periodo Han si aggiunsero
- speculazioni cosmologiche dei fangshi
- ricerca dell'immortalità
- rispetto del non agire
- religione popolare[15]

In questo periodo con il termine taoismo si intende tutto già tutto ciò e possiamo considerare il Daojia come l'erede delle diverse correnti del periodo Han. In questo periodo con il termine Daojia si intende sia i seguaci della corrente Huang-Lao (vedi sotto), sia i ricercatori dell'immortalità che le loro tecniche.

### Scuola Huang-Lao
La scuola Huang-Lao prende il nome dall'imperatore Huang Di (Imperatore giallo) e da Lao Zi.
Pare che Huang Di, vissuto secondo la tradizione nel III millennio a.C., sia una invenzione dei taoisti, e quindi non sia mai esistito.
Questa scuola, situata nello stato di Qi, considerava entrambi come protettori. Ad esempio il governatore di questo stato governava mediante la non azione. Essa esaltava la rinuncia alle ricchezze, l'arte del governo tramite il non agire e le tecniche per la longevità. 
Tra i primi intellettuali che furono attratti da questa corrente, segnaliamo Sima Tan (?-110 a.C.), il padre di Sima Qian (145?-86? a.C.), l'autore del Shiji ovvero Ricordi di uno storico)
Testo caratteristico di questa scuola è il Huainan Zi, opera sincretica che cerca di "creare" un Santo che concili le opposte idee:
Di seguito i caratteristici aspetti:
- esigenze filosofiche di Zhuang Zi con
- le esigenza quotidiane di un politico e
- le caratteristiche del santo degli Yìjìng e
- le caratteristiche del santo confuciano (civilizzatore ed ordinatore).

## Periodo dei tre regni (220 - 280 d.C.)
Nel corso del II secolo d.C. appaiono alcuni movimenti collettivi,(il Movimento dei Turbanti Gialli ed il Taoismo delle Cinque Misure di Riso) molto diversi da quelli precedenti. Il taoismo, con l'evoluzione della seconda scuola suddetta nel movimento dei Maestri del cielo,  prenderà una forma organizzata.,
- Taoismo della Grande Pace o Movimento dei Turbanti Gialli (Taiping Dao, 太平道)  ed anche se non tutti gli autori concordano sulla sovrapponibilità dei due gruppi[senza fonte], secondo Isabelle Robinet questo è un nome alternativo a quello del Movimento dei Turbanti Gialli[19], Situato nella Cina centrale ed orientale, il primo grande movimento religioso, fu fondato da Zhang Jiao (Taiping Dao, 太平道) nel II secolo, prendendo come base il pensiero Huanglao. Caratteristica di questo movimento sarebbe l'attesa messianica, ovvero la ricerca di una pace non più situata come prima in un passato remoto, bensì nell'anno 187 nello stato del Da Qin.[21] Pare che le pratiche (guarigione mediante confessione dei peccati, recitazioni di testi sacri, la venerazione al Dio Huang-Lao), fossero molto simili a quelle dei Maestri del Cielo.[22]
- Ancora troviamo il cosiddetto Taoismo delle Cinque Misure di Riso (Wudoumi Dao, 五斗米道), fondata da Zhang Daoling tra il 120 e il 145, con centro nella provincia del Sichuan (Cina centrale) con il quale ebbero fondazione il lignaggio dei Maestri Celesti — guide spirituali del taoismo sino alle repressioni dell'era moderna — la prima vera e propria organizzazione religiosa, una Chiesa taoista con al vertice il patriarcato dei Celesti.[7]

Da notare come in entrambi il santo sovrano assumesse il ruolo di capo religioso, ed entrambi volevano organizzare uno stato perfetto governato dalla religione e dalla morale.

## I Maestri del Cielo
La corrente dei Maestri del Cielo (Tianshi Dao (天師道) (chiamata anche Zhengyi) sarebbe sorta secondo la tradizione nel 142 d.C. con una apparizione di Laozi a Zhang Daoling.. Siamo in una epoca di grande debolezza del potere politico (dinastia Han posteriore, ovvero 25 d.C-220 d.C.). 
Possiamo considerare questa scuola, il primo grande movimento organizzato
Non suona quindi stranamente la credenza millenarista in un restauratore che avrebbe restituito al sovrano il mandato celeste. 
Sarebbe nata nella Cina dell'ovest, mentre la via delle cinque misure di riso sarebbe sorta nella Cina orientale.
Tale organizzazione, originata (come detto sopra) dagli adepti della Via delle Cinque Misure di Riso, si attestò inizialmente nei ceti più popolari e poi diffusasi anche agli aristocratici, fino ad arrivare ai giorni nostri.
Essi desideravano realizzare uno stato perfetto, governato da ragione e morale, fortemente centralizzato e burocratico.
Diritto e morale erano confusi, i peccati, come l'ubriachezza il furto, la vita dissoluta venivano espiati con confessioni pubbliche ed atti riparatori (riparazioni di strade...).
La morale era semplice: aiutare i poveri, non bramare ricchezze e fama, consumare carne e cibo in quantità contenuta, non contaminare i fiumi, non chiudere i pozzi.
Essi integrarono al Daodejing inteso come testo per lo sviluppo fisico e morale, le virtù confuciane.
Esistevano cerimonie sessuali in cui ciascuno doveva accoppiarsi con un partner indicato dal maestro stesso, secondo un ordine che impediva qualsiasi iniziativa individuale. Questi riti erano altamente disciplinati e paiono non correlare con la descrizione che di questi fecero i buddisti, per gettare discredito.
Uno degli obbiettivi era sconfiggere la religione popolare: cercarono di controbattere i ciarlatani che abusavano della credulità popolare, i messia che sostenevano di incarnare Lao Zi, le divinità minori (come rocce, alberi...) ovvero si ponevano contro tutti quelli che venivano chiamati culti eccessivi.
Questa lotta era compiuti in 2 modi. Da una parte un rituale rigoroso e burocratico celebrato da un sacerdote che era l'unico mediatore tra il fedele e lo spirito.
Dall'altro l'esorcismo contro le divinità popolari che erano classificate come demoni. Quindi se si allontanano della religiosità tipo i wu (forse si potrebbe sostenere che si tratti di una burocratizzazione dei wu) dei, dall'altro ne ereditano le caratteristiche di esorcisti.
(.)
Il collasso del Regno di Wei nel 260, insieme alla caduta della Cina del Nord contro gli Unni nel 317, portò al discioglimento della setta, che ricomparse poi nel IV e nel V secolo come due fazioni differenti, i Maestri Celestiali del Nord e quelli del Sud (che si spostarono a Jiankang (oggi Nanchino) e diede inizio alla dinastia Jìn.
Nel V secolo, con il calo di influenza, furono posti al gradino più basso delle varie correnti taoiste. Nel periodo Song, invece, godette di nuovo prestigio e i loro sacerdoti furono posti a capofila delle correnti taoiste. In questo modo sono sopravvissuti fino ai nostri giorni ed è la setta più attiva tra le diverse ancora esistenti.
È, d'altra parte, provato che nei primi mille anni dell'epoca volgare si assiste ad uno spostamento dei punti di maggior crescita della speculazione filosofica (ma anche scientifica), verso Sud.
I Maestri del Cielo una volta discesi a sud iniziarono a distruggere templi ed altari della religione popolare, una vera e propria crociata. In questa fase si inserisce la rivelazione dello Shangping (vedi sotto)
Ai giorni nostri i Maestri Celestiali sono sposati, vivono in comunità e trasmettono il loro insegnamento per via ereditaria. E tutto questo avviene da due millenni! Attualmente vi è un Maestro Celestiale che afferma di essere discendente di Zhang Daoling.

## Dinastia Jin: Ge Hong
Ge Hong (Chinese: 葛洪; pinyin: Gě Hóng; 283–343 d.C.), autore principale dell'alchimia cinese ed unico a collocarla all'interno della corrente taoista, fu principalmente un ricercatore dell'immortalità.
Egli si basava sugli insegnamenti di Lao Zi e Zhuang Zi, che per lui volavano troppo alto, non lasciando alcun metodo pratico,  alcun aiuto a chi cercava l'immortalità.
L'immortalità di Ge Hong è fisica, si acquisisce tramite un lungo lavoro; benché corporea, è anche divina, è una santità. Il presupposto è credervi. L'ascesi è lunga e dura.
Il destino è nelle nostre mani, ed in questa ottica Ge Hong critica fortemente coloro che si comportano in modo errato.
Egli ha ben presente come ricorrere alle divinità senza riconsiderare i propri errori non serva a nulla.
La sua morale è una morale comune, (mantenere la serenità, non essere preda di desideri sessuali o di potere o di fama) però l'amore è universale, va a tutti, anche per gli esseri striscianti.
Le colpe devono essere espiate con un atto di compensazione e si devono evitare gli eccessi.
Ancora riprende alcune cose tipiche dei taoisti: bisogna evitare ogni tipo di eccesso, non stare troppo seduti, non stare troppo in piedi, non affaticarsi troppo, né riposare troppo.
Molta importanza viene data a tutta una serie di pratiche che vanno dalla purezza esteriore ed interiore, l'utilizzo di droghe (a differenza ad esempio dei maestri celesti), l'assunzione di minerali (cinabro, risigallo, malachite, zolfo, mica, salnitro, orpimento), le pratiche sessuali, la corretta alimentazione con l'astensione dai cereali.
Importante è anche l'alchimia operativa, simile a quella occidentale medioevale.
Per converso, Arena sostiene che i traguardi dell'alchimia cinese, a differenza di quella occidentale, consistano nel raggiungere forme elevate di vita spirituale, ovvero pervenire allo xian. Comunque, sempre Arena, riconosce come siamo ben lontani dalla spontaneità ed ancor più dal wu-wei. Egli nota come il taoismo abbia acquistato alcune componenti magiche perdendo certe profondità e puntando l'attenzione principalmente sulla prassi.

## Metafisica dell'arcano o Neotaoismo o Xuanxue
Non tutti gli autori considerano la metafisica dell'arcano una corrente del taoismo, La Robinet, in particolare, non la riconosce come tale.
Durante tale periodo si svilupparono le filosofie di Wang Pi e di Guo Xiang, ricordati come i capostipiti del neotaoismo o della metafisica dell'arcano (Xuanxue).
Il nome deriva da xuan 玄 "scuro, misterioso, arcano," citato nel primo capitolo di LaoZi e Xue 學 "studio, insegnamento" quindi letteralmente l'insegnamento dell'arcano"
L'interesse veniva posto principalmente sul non essere, mentre si era molto distanti dalla religione e dall'alchimia. I neotaoisti si rifacevano ai Laozi e Zhuāngzǐ, subendo comunque gli influsso del confucianesimo.
È necessario considerare che si trattò di una epoca di decadenza ed i cardini del pensiero furono:
- enfasi sul non essere (per Wang Pi, «le cose si producono dal non essere») o sull'autoproduzione (per Kuo Hsiang le cose non si producono né dal non essere, né dall'essere, ma sono autoprodotte). L'esito di questo insegnamento è l'annullamento della personalità. "Distruggendo l'io ed annullando la personalità si farà in modo che tutti, nei quattro mari apportino qualcosa all'insieme, e che tutti, da ogni dove, giungano a destinazione.[46].;
- enfasi sulla non azione;
- il modello ideale era Kǒngzǐ (più noto come Confucio), non Laozi o Zuangzi[47];
- rifiuto dell'intelligenza che spegne la spontaneità[48].
- presenza di una forte influenza confuciana., visibile nell'accettazione di una società ben ordinata e gerarchica. L'accettazione del Dao in Wang Bi e la visione per cui ogni persona gioca un ruolo predeterminato all'interno della società è il fine in Guo Xiang[49].

## Shangqing o Taoismo della Suprema Purezza
Il Shangqing,(上清; Shangqing pai, 上清派) nasce verso la fine del IV secolo. Esso è uno dei grandi movimenti organizzati.
1. nascerebbe nel sud est della Cina dopo la fuga della corte imperiale dal nord in quanto invasi da popolazioni non cinesi. Nel sud si confrontarono con l'aristocrazia cinese di "lungo corso" che ricercava di salvare e riaffermare le proprie tradizioni a rischio di soffocamento da quelle del nord. Rappresenterebbe una sintesi della tradizione estatica nativa (ovvero quella dei Maestri celestiali e quella dei cercatori dell'immortalità delle tradizioni Han e tardo Zhou.[50]
2. nasce da una rivelazione da parte di divinità e spiriti a Yang Xi[51]
3. riprende la scuola di Ge Hong, ma[52]
4. vi include una parte degli insegnamenti dei Maestri del Cielo,[52]
5. vi inseriscono (solo superficialmente) alcuni elementi del pensiero buddista.[52]
6. Vi è indubbiamente una componente di rivincita degli stati del sud contro l'invasione politica e "teologica" dei Maestri del Cielo. Insomma rivendicavano così una sorta di loro autonomia.[53]

- Le tecniche di immortalità passano in secondo piano
- domina la meditazione visiva[52], «La contemplazione interiore è la radice e l'origine dell'immortalità spirituale, la verità è dentro di sé»[54].
- l'addestramento personale alla concentrazione conta di più di qualsiasi rito[55]
- le pratiche sessuali, sono condannate[54].
- si ha l'abbandono dell'aspetto giudiziario dei Maestri del cielo, per preferire il mito, la favola, l'addestramento personale.[55]
- le invocazioni non sono semplici formule magiche, bensì preghiere poetiche (sorte di lodi) indirizzati agli dei[54]
- L'immortalità. La salvezza degli individui è legata a quella dei propri antenati fino alla VII generazione. E qui compare la tradizione tipicamente cinese per cui l'individuo non è mai separato dalla sua famiglia. Ma ora compare un elemento nuovo: l'adepto può, almeno in parte salvare i suoi antenati.[56]

Questo movimento ha alla base gli scritti rivelati da divinità e spiriti ad un certo Yang Xi ed ebbe luogo in un momento in cui i Mestri del Cielo giunti dal nord fecero una crociata distruggendo tempi ed altari delle credenze popolari dei popoli del sud.
Questo movimento raggiunse il suo culmine tra il VII e l'XI secolo ottenendo, in questo intervallo, l'appoggio dell'imperatore.
Nei secoli XIII e XIV riprende la prevalenza dei Mestri del Cielo e lo Shangqing divenne più ritualizzato, iniziò ad abbandonare le tecniche di meditazione visiva e pratica personale
Il testo principale dello Shangqing è il Dadong Zhenjing

## Il Lingbao o Taoismo della Gemma Numinosa
Il Lingbao Pai, (靈寶派) è una sintesi di idee religiose basate su testi Shangqing, rituali dei Maestri celesti, pratiche buddiste (che in questo periodo saranno importanti anche se comparse in forma spuria già nella epoca precedente)., pratiche fangshi e Shangqing.
È uno dei grandi movimenti organizzati.
Ma più che di una sintesi, i seguaci del Lingbao saranno spesso accusati di aver plagiato contenuti altrui.
In esso predomina l'aspetto liturgico, scompare l'adepto in meditazione nella propria stanza.
Il buddismo, che si inserisce in questa corrente, viene per lo più banalizzato e, di fatto, il suo apporto principale consiste nel concetto di salvezza, che si evolve a salvezza universale, mentre quello di immortalità finisce in secondo piano: ci si allontana dai cercatori dell'immortalità.

## Epoca Tang (618-907)
Il taoismo in questo periodo ebbe un ruolo di primo piano, probabilmente in seguito ad alcuni fattori:
- era un depositario della antica cultura cinese
- i suoi riti e la sua ideologia avevano radici nell'ideale del santo[63]
- si ha generalmente una rinascita culturale in tutta la Cina[64]

Durante questa epoca s i ha un tentativo di riavvicinare i tre grandi insegnamenti, cercando di armonizzarli.
Si manifesterà anche un nuovo misticismo, il Neiguan, (da qui il testo Neiguan Jing) una forma di meditazione
silenziosa, senza immagini, tendente al vuoto dello spirito ed all'unione con il Tao, piuttosto che all'estasi ed al volo nei cieli.
Sotto l'influenza del buddhismo cambia la concezione della meditazione. Nelle epoche Shangqing, l'arresto del pensiero era una preparazione, per arrivare ad altri livelli, come i voli estatici ed i voli celesti. Qui invece l'arresto del pensiero è una tecnica a sé stante.
In questo periodo è la disputa del Huàhújīng. Secondo tale testo Laozi avrebbe convertito Ghautama Buddha.
Sotto la dinastia Tang, dal VI agli inizi del X secolo, il Taoismo divenne la religione ufficiale di tutto l'impero. Il buddismo era diffuso quanto — se non più — della cultura taoista, e venne represso sotto l'Imperatore Wuzong.
Tra il VII e l'VIII secolo, nel sud della Cina, nacque il taoismo Zhengyi ("taoismo dell'Unità Ortodossa"), sorto come ripresa del taoismo Tianshi Meridionale e conservante la gerarchia del Maestro Celeste. Nel 1304 lo Zhengyi inglobò lo Shangqing e il Lingbao, e altre denominazioni minori, su direttiva imperiale.

## Alchimia interiore nelle Epoche Song (960 al 1279) e Yuan (1279 al 1368)
Fu un'epoca di grande confusione. Morte e demoni erano ovunque, si praticavano tantissimi esorcismi. Il taoismo fu importante per:
- mantenimento dei valori tradizionali cinesi
- azione umanitaria a favore della popolazione[68]

In quest'epoca si sviluppò l'alchimia interiore. Trattasi di un termine (alchimia interiore o cinabro interiore o neidan) che si oppone al waidan o cinabro esteriore od alchimia esteriore.
L'alchimia interiore non cercava di fabbricare un prodotto, bensì era soprattutto una tecnica di illuminazione
L'alchimia interiore:
- utilizzava tantissimo i trigrammi del Yiing,
- aveva una grande tendenza sincretica sui tre principali insegnamenti cinesi
- in qualche modo rompeva con il passato,[70]
- il fine non era l'elisir di immortalità (che per i seguaci non esisteva), bensì l'unità tra Dio ed il mondo.

Nell'ambito del Neidan troviamo: Wu Yun (?-779), Zhang Boduan (?-1082), Chen Tuan (906-989) e la corrente Quanzhen.
Nel XII secolo emerse nel nord il taoismo Quanzhen ("taoismo della Realizzazione Completa"), fondato da Wang Zhe, poneva l'attenzione al sincretismo con i tre grandi insegnamenti cinesi, e cercò di fare sintesi tra l'alchimia interiore ed il buddismo Zen. È la principale tradizione monastica daoista, tuttora esistenteLa corrente guadagnò prominenza sotto la dinastia Yuan, a dispetto di una breve persecuzione nel 1281. Il Quanzhen, con centro presso il Tempio della Nuvola Bianca, affinò la disciplina e la tradizione monastica. Questa scuola era caratterizzata da un forte movimento di interiorizzazione: non si trattava di trovare l'immortalità fisica, bensì di elevare il proprio spirito al di sopra del mondo.
Per Wang Zhe il celibato era una regola necessaria ed indispensabile e fondò monasteri ad imitazione di quelli buddhisti, condannò la collera, i rapporti sessuali e la bramosia di ricchezze, predicando la povertà. Cardine, come già segnalato, era il sincretismo tra i 3 grandi insegnamenti. Tra i suoi discepoli fu noto Qio Chuji che fu convocato da Gengis Kahn per conoscere i segreti della longevità.

## Dinastie Ming (1368-1644) e Qing (1644-1912)
Con la dinastia Ming (明朝) non si registrarono particolari sviluppi, se non la compilazione di un nuovo Canone taoista nel 1447. Sotto i Qing ebbe inizio un declino del taoismo. Gli imperatori, appartenenti al popolo manciù, lo rigettarono in favore della base culturale confuciana; la biblioteca imperiale escluse virtualmente qualsiasi testo taoista.
In aggiunta al mancato supporto da parte della dinastia Qing (清朝), molti daoguan
(道观; anche solo guan, 观 osservatorio del Tao)
andarono distrutti durante la rivolta e l'istituzione dell'Regno Celeste di Taiping da parte degli aderenti al cristianesimo taiping, progetto durato dal 1850 al 1864. Lo Stato teocratico conquistò un terzo del territorio cinese; prassi era la distruzione degli edifici di culto non cristiani mano a mano che i domini si espandevano.

## Epoca moderna
Già a partire dalla dinastia Ming. le scuole taoiste furono accusate di suscitare movimenti rivoluzionari, tanto che Liang Qichao (1873 - 1929), avvocato del rinnovo sociale della Cina, scrisse di essere umiliato dalla presenza del taoismo nella storia cinese, poiché — a suo dire — il Paese non ne aveva tratto alcun bene.
Con la fine della dinastia Qing collassò l'Impero cinese e dal 1911 al 1949 prese il potere la Repubblica di Cina. I nuovi governanti adottarono molti costumi occidentali tra cui anche il cristianesimo. Il taoismo non era visto positivamente ed alcuni daoguan vennero confiscati e adibiti ad usi pubblici, molti furono distrutti durante la Seconda Guerra Sinogiapponese.
Il puro insegnamento taoista era considerato anarchico e anarchistico a causa delle rivolte contro il potere che aveva suscitato nei secoli addietro. Il taoismo rimaneva ad ogni modo l'istituzione religiosa più potente del Paese, costituita da un clero di circa 5 milioni di sacerdoti e monaci (daoshi). Ciò lo faceva apparire agli occhi del nuovo governo, e dei comunisti poi, un relitto dell'impero.
Alla fine degli anni quaranta, nonostante i monaci del monte Wudang avessero preso parte alla terza armata rossa e molti taoisti avessero dato prova di patriottismo opponendosi all'invasione dei giapponesi, nel 1948 il monastero principale della corrente Zhengyi — sul monte Longhu nel Jiangxi — fu dato alle fiamme e il sessantatreesimo Maestro Celeste fu costretto a rifugiarsi in Taiwan.
L'ascesa del Partito Comunista Cinese nel 1949 diede inizio ad una sistematica politica di soppressione delle religioni, la cui pratica divenne illegale.
La politica generale delle religioni si applicherà a partire dal 1949: non vi fu una soppressione totale, ma proibizione delle nuove ordinazioni, repressione dei riti e chiusura dei pochi locali di culto rimasti. Alcune sette furono dichiarate illegali e sopravvissero solo clandestinamente, ricorrendo a mezzi illeciti per guadagnare fondi.
Il clero taoista fu smantellato, i daoshi mandati nei campi di lavoro. In dieci anni e con la successiva Rivoluzione Culturale, la maggior parte dei templi taoisti andarono distrutti e i pochi rimasti abbandonati o trasformati in edifici di uso pubblico. Il 63º Maestro Celeste degli Zhengyi, Zhang Enpu, si rifugiò a Taiwan nel 1948, dove tutt'oggi si trova il suo successore. La carica non ha più il valore centralizzante che deteneva in passato. Nel 1956, le antiche statue di bronzo del Monte Wudang vennero fuse.
Con la nascita del movimento per le tre autonomie destinato a porre fine alla dipendenza finanziaria, ideologica e amministrativa delle religioni cinesi, fu fondata nel 1957 la Chiesa taoista cinese e il governo decise di promuovere la restaurazione dei culti. Si spesero fondi per la ricostruzione e il restauro di templi e monasteri e nel 1961, il presidente Chen Yingning finanziò ricerche, pubblicazioni e riforma di un clero. Tuttavia, nel 1966, la rivoluzione culturale interruppe drasticamente tutte le manovre di restauro. Nello stesso anno la Chiesa taoista cinese fu scardinata, migliaia tra templi e monasteri furono razziati e distrutti e il clero fu sollevato dal suo incarico per essere deportato in campi di lavoro.
Si calcola che oltre diecimila rotoli di antichissimi testi sacri al monastero di Louguantai (樓觀台), nello Shaanxi, andarono definitivamente perduti. Il taoismo fu fortemente represso, le organizzazioni furono destituite e la maggior parte dei templi distrutti; questo portò il numero degli aderenti ad un tracollo del 99% e la religione taoista alla quasi completa scomparsa.

## La rinascita
Secondo le autorità dell'Associazione taoista cinese, il taoismo sta vivendo il suo miglior periodo dopo secoli. Molti sacerdoti stanno iniziando ad insediare missioni in Occidente per diffondere la religione. Dati gli insegnamenti naturalistici e umanistici del taoismo, i daoshi sono spesso impegnati in attività ambientalistiche e pacifistiche.
A Taiwan ed in parte della diaspora cinese (in particolare a Singapore, dove è nuovamente legale da molto tempo), il sistema taoista è tornato ad essere un elemento fondamentale della società. Studiosi notano come nel suo ricostruirsi dopo la distruzione portata dalla Rivoluzione Culturale, o nel suo rinnovarsi a Taiwan, il taoismo si sia modificato in innumerevoli aspetti. In particolare diversi elementi liturgici sono completamente rivisti o effettive novità.
Attualmente il taoismo è presente nelle due tendenze estreme, ovvero il rituale e l'alchimia interiore.
Il rituale è quello dei Maestri del cielo.
Esistono tutt'oggi monasteri di discepoli che seguono l'alchimia interiore, per lo più della scuola Quanzhen.

### Taoismo nel mondo occidentale odierno
Tra gli immigrati cinesi vivono idee confuciane e taoiste, frammiste alla “religiosità cinese” ma in genere in forme non organizzate.
Esistono centri "taoisti" con Maestri cinesi che insieme ad altri occidentali offrono corsi di arti marziali, di qi gong e yoga, di dietetica e di “circolazione e controllo dell'energia vitale”, di Feng Shui, (l'arte cinese di disporre gli oggetti), di arredamento e di architettura (molto in voga negli ultimi anni in occidente).
Molti di questi centri sono per lo più palestre di arti marziali, che non sottolineano – o progressivamente perdono – qualunque elemento filosofico-religioso. Alcuni, più o meno consapevolmente radicati nella visione del mondo taoista, si ispirano a maestri molto noti su scala internazionale come Mantak Chia, Howard Y. Lee o Master Choa Kok Sui (Samson Lim Choachuy, 1952-2007). Un interesse particolare – a causa del duro conflitto con il regime cinese – ha assunto il Falun Gong, presente anche in Italia da alcuni anni. Il Falun Gong – come molti altri gruppi di qi gong – potrebbe essere presentato come gruppo “sincretico”, con elementi buddhisti, taoisti e confuciani.
L'espansione spirituale e commerciale della Cina in tutto l'Estremo Oriente, ed il carattere poco organizzato della religione cinese hanno favorito incontri e commistioni con un gran numero di spiritualità diverse. Sono così nati numerosissimi movimenti religiosi che, in un clima di libertà istituzionale sconosciuta alla Cina continentale, a Taiwan coniugando la “religiosità cinese” con un numero sorprendente di altri apporti. Per esempio, il movimento della Maestra Suprema Ching Hai – uno dei movimenti di Taiwan che hanno conosciuto la maggiore espansione internazionale – presenta, accanto agli elementi della “religiosità cinese”, altri di origine radhasoami, e a una pluralità di fonti diverse si rifà anche Spiritual Human Yoga, di origine vietnamita.
Altri gruppi ancora, operano nel mondo della terapia (e quindi non sono classificabili né come filosofie né come religioni).